# Jaypee Greens Golf Club
De Jaypee Greens Golf Club is een golfclub in Greater Noida, Uttar Pradesh, India. De golfbaan maakte deel uit van Jaypee Greens Sports City, een luxueus stedenbouwkundig project van ruim 1000ha met huizen, appartementen en sportaccommodaties, zoals een cricketstadion en de Buddh International Circuit. Door Sports City loopt een groene strook, de Boulevard, die in breedte 60 à 200 meter is.
De 18-holes golfbaan werd in 2001 ontworpen door de Greg Norman Design Company en heeft 14 meren en 88 bunkers.

## Toernooien
- 2008: SAIL Open
- 2013: Avantha Masters.